# Scooby Doo: Maska Błękitnego Sokoła
Scooby Doo: Maska Błękitnego Sokoła (ang. Scooby-Doo! Mask of the Blue Falcon) – 24. film animowany i 19. pełnometrażowy film z serii Scooby Doo z roku 2012. Następca filmu Scooby Doo: Wielka draka wilkołaka.

## Fabuła
Scooby Doo wraz z przyjaciółmi przebywają w słonecznej Kalifornii na Zjeździe Komiksomaniaków. Główną atrakcją wydarzenia są bohaterowie popularnych komiksów – Herculoids, Frankenstein Młodszy i Kosmiczny Duch. Scooby i Kudłaty nie mogą się doczekać spotkania ze swoimi ukochanymi bohaterami – Błękitnym Sokołem i Dynamopsem. Mr Hyde, odwieczny wróg Błękitnego Sokoła, zrobi wszystko. aby zepsuć Zjazd. Dysponując armią potworów ma zdecydowaną przewagę. Wypuszcza on upiorne nietoperze, szkaradnego ogara i zielony psycho-szlam. Scooby i Kudłaty muszą się z nim zmierzyć.

## Wersja polska
Dystrybucja na terenie Polski: Galapagos Films

Wersja polska: M.R. Sound Studio

Reżyseria: Dobrosława Bałazy

Dialogi: Wojciech Szymański

Dźwięk i montaż: Krzysztof Podolski

Kierownictwo produkcji: Marzena Wiśniewska

Wystąpili:
- Ryszard Olesiński – Scooby Doo
- Jacek Bończyk – Kudłaty
- Agata Gawrońska – Velma
- Beata Jankowska-Tzimas – Daphne
- Jacek Kopczyński – Fred
- Mikołaj Klimek
- Andrzej Chudy
- Wojciech Machnicki
- Elżbieta Jędrzejewska
- Anna Wiśniewska
- Janusz Kruciński
- Mirosław Wieprzewski
- Tomasz Marzecki
- Maciej Falana
- Janusz Wituch

Lektor: Tomasz Marzecki